# Премія імені Володимира Блавацького
Премія імені Володимира Блавацького — щорічна премія Національної спілки театральних діячів України, що установлена в пам'ять про українського актора театру «Березіль», режисера, антрепренера, першого виконавця ролі Гамлета на українській сцені, засновника Ансамблю українських акторів в Німеччині та Українського театру у Філадельфії Володимира Блавацького. Премію фінансує зі США родина Володимира Блавацького (1900—1953).

## Присудження
Премію присуджують за створення різножанрових вистав високого художнього рівня, що наближають український театр до кращих зразків західноєвропейського театру; поєднання у творчій діяльності функцій режисера, педагога та громадського діяча; створення умов для розвитку творчих здібностей акторів, сценографів, драматургів, композиторів; новаторство у поєднанні з глибоким психологічним проникненням у задум драматурга.
Кандидати на здобуття премії висуваються творчими спілками, Національною академією наук України, мистецькими закладами й науковими установами, громадськими організаціями, видавництвами, редакційними колегіями газет та журналів.

## Лауреати

### 2003
- Бабенко Алла Григорівна — народна артистка України, режисер Національного академичного українського драматичного театру ім. М. Заньковецкої.
- Кужельний Олексій Павлович — народний артист України, професор, український режисер, художній керівник Київської академічної майстерні театрального мистецтва «Сузір'я».

### 2004
- Попов Віктор Васильович — художній керівник Запорізького муніципального театру-лабораторії «Ві».

### 2005
- Літко Анатолій Якович — заслужений діяч мистецтв України, завідувач кафедри майстерності актора Харківського державного університету мистецтв імені І. Котляревського.

### 2006
- Ігнатьєв Олег Григорович — заслужений діяч мистецтв України, головний режисер Миколаївського академічного українського театру драми та музичної комедії.
- Пасічник Степан Володимирович — головний режисер Харківського академічного українського драматичного театру ім. Т. Шевченка, художній керівник театру «Post Scriptum».

### 2007
- Ластівка Петро Петрович — режисер-постановник.
- Петренко Володимир Євгенович — художній керівник Дніпропетровського молодіжного театру «Віримо!».
- Поляк Анатолій Петрович — заслужений артист України, режисер Донецького обласного театру ляльок.

### 2009
- Чайка Юрій Вікторович — народний артист України, головний режисер Дніпропетровського академічного театру опери та балету.
- Держипільський Ростислав Любомирович — заслужений артист України, директор Івано-Франківського академічного обласного музично-драматичного театру ім. І. Франка.

### 2010
- Тімошкіна Наталія Миколаївна — заслужений діяч мистецтв України, режисер-постановник, художній керівник Житомирського обласного українського музично-драматичного театру ім. І. Кочерги.

### 2011
- Книга Олександр Андрійович — заслужений діяч мистецтв України, директор Херсонського обласного академічного музично-драматичного театру ім. М. Куліша.

### 2012
- Муханова Катерина Олександрівна — артистка Севастопольського театру для дітей та юнацтва «На Великій Морській».

### 2013
- Головатюк Євген Іванович — заслужений діяч мистецтв України, головний режисер Запорізького академічного обласного українського музично-драматичного театру ім. В. Магара.

### 2014
- Струтинський Богдан Дмитрович — народний артист України, режисер, художній керівник Київського національного академічного театру оперети.